# Liste von Terroranschlägen in Kenia
Die Liste von Terroranschlägen in Kenia beinhaltet eine Übersicht über in Kenia geschehene Terroranschläge.

## Erläuterung
In der Spalte Politische Ausrichtung ist die politische bzw. weltanschauliche Einordnung der Täter angegeben: faschistisch, rassistisch, nationalistisch, nationalsozialistisch, sozialistisch, kommunistisch, antiimperialistisch, islamistisch (schiitisch, sunnitisch, deobandisch, salafistisch, wahhabitisch), hinduistisch. Bei vorrangig auf staatliche Unabhängigkeit oder Autonomie zielender Ausrichtung ist autonomistisch vorangestellt, gefolgt von der Region oder der Volksgruppe und ggf. weiteren Merkmalen der Täter: armenisch, irisch (katholisch), kurdisch, tirolisch, tschetschenisch, dagestanisch, punjabisch (sikhistisch), palästinensisch.
Die Opferzahlen der Anschläge werden farbig dargestellt:

Die Zahl bei den Anschlägen getöteter/verletzter Täter ist in Klammern ( ) gesetzt.

## 1975
| Datum/Beginn  | Ort     | Artikel/Quelle(n) | Täter                    | Politische Ausrichtung | Mittel      | Ziel           | Tote | Verletzte | Hintergrund |
| ------------- | ------- | ----------------- | ------------------------ | ---------------------- | ----------- | -------------- | ---- | --------- | ----------- |
| 01. März 1975 | Nairobi | [ 1 ]             | Maskini Liberation Front |                        | Sprengstoff | Bushaltestelle | 27   | 100       |             |

## 1980
| Datum/Beginn      | Ort     | Artikel/Quelle(n) | Täter | Politische Ausrichtung         | Mittel      | Ziel         | Tote | Verletzte | Hintergrund                           |
| ----------------- | ------- | ----------------- | ----- | ------------------------------ | ----------- | ------------ | ---- | --------- | ------------------------------------- |
| 31. Dezember 1980 | Nairobi | [ 2 ] [ 3 ]       | DFLP  | autonomistisch-palästinensisch | Sprengstoff | Hotelgebäude | 20   | 85        | Israelisch-Palästinensischer Konflikt |

## 1992
| Datum/Beginn   | Ort          | Artikel/Quelle(n) | Täter | Politische Ausrichtung | Mittel                                     | Ziel | Tote | Verletzte | Hintergrund |
| -------------- | ------------ | ----------------- | ----- | ---------------------- | ------------------------------------------ | ---- | ---- | --------- | ----------- |
| 10. März 1992  | nahe Kericho | [ 4 ]             |       |                        | Speere                                     | Dorf | 0    | 32        |             |
| 12. April 1992 | nahe Bungoma | [ 5 ]             |       |                        | Automatische Schusswaffe(n), Brandstiftung | Dorf | 40   | 0         |             |

## 1994
| Datum/Beginn | Ort           | Artikel/Quelle(n) | Täter | Politische Ausrichtung | Mittel      | Ziel                      | Tote | Verletzte | Hintergrund |
| ------------ | ------------- | ----------------- | ----- | ---------------------- | ----------- | ------------------------- | ---- | --------- | ----------- |
| 07. Mai 1994 | North-Eastern | [ 6 ]             |       |                        | Sprengstoff | Lastwagen mit Hilfsgütern | 35   | 0         |             |

## 1998
| Datum/Beginn    | Ort                 | Artikel/Quelle(n)                                                                     | Täter                 | Politische Ausrichtung                                                                      | Mittel      | Ziel    | Tote     | Verletzte | Hintergrund |
| --------------- | ------------------- | ------------------------------------------------------------------------------------- | --------------------- | ------------------------------------------------------------------------------------------- | ----------- | ------- | -------- | --------- | ----------- |
| 07. August 1998 | Daressalam, Nairobi | Terroranschläge auf die Botschaften der Vereinigten Staaten in Daressalam und Nairobi | al-Qaida, al-Dschihad | salafistisch, wahhabitisch, panislamisch, antikommunistisch, antizionistisch, antisemitisch | Sprengstoff | Gebäude | 233 (+2) | 4085+     |             |

## 2005
| Datum/Beginn  | Ort     | Artikel/Quelle(n) | Täter | Politische Ausrichtung | Mittel       | Ziel        | Tote | Verletzte | Hintergrund |
| ------------- | ------- | ----------------- | ----- | ---------------------- | ------------ | ----------- | ---- | --------- | ----------- |
| 12. Juli 2005 | Eastern | [ 9 ]             |       |                        | Schusswaffen | Grundschule | 44   |           |             |

## 2007
| Datum/Beginn  | Ort     | Artikel/Quelle(n) | Täter | Politische Ausrichtung | Mittel               | Ziel                       | Tote   | Verletzte | Hintergrund             |
| ------------- | ------- | ----------------- | ----- | ---------------------- | -------------------- | -------------------------- | ------ | --------- | ----------------------- |
| 11. Juni 2007 | Nairobi | [ 10 ]            |       |                        | Selbstmordattentäter | Bushaltestelle, Zivilisten | 2 (+1) | 35        | Somalischer Bürgerkrieg |

## 2008
| Datum/Beginn    | Ort         | Artikel/Quelle(n) | Täter | Politische Ausrichtung | Mittel                     | Ziel              | Tote | Verletzte | Hintergrund |
| --------------- | ----------- | ----------------- | ----- | ---------------------- | -------------------------- | ----------------- | ---- | --------- | ----------- |
| 01. Januar 2008 | Eldoret     | [ 11 ]            |       |                        | Stichwaffen, Brandstiftung | Kirche            | 50   |           |             |
| 04. Januar 2008 | Rift Valley | [ 12 ]            |       |                        | Schusswaffen               | Stammesmitglieder | 30   |           |             |

## 2010
| Datum/Beginn      | Ort     | Artikel/Quelle(n) | Täter                 | Politische Ausrichtung     | Mittel     | Ziel                       | Tote   | Verletzte | Hintergrund             |
| ----------------- | ------- | ----------------- | --------------------- | -------------------------- | ---------- | -------------------------- | ------ | --------- | ----------------------- |
| 13. Juni 2010     | Nairobi | [ 13 ]            |                       |                            | 3 Granaten | Zivilisten                 | 6      | 109       |                         |
| 20. Dezember 2010 | Nairobi | [ 14 ]            | vermutlich al-Shabaab | wahhabitisch, islamistisch | Sprengsatz | Bushaltestelle, Zivilisten | 2 (+1) | 40        | Somalischer Bürgerkrieg |

## 2012
| Datum/Beginn      | Ort     | Artikel/Quelle(n) | Täter                 | Politische Ausrichtung     | Mittel                 | Ziel               | Tote | Verletzte | Hintergrund             |
| ----------------- | ------- | ----------------- | --------------------- | -------------------------- | ---------------------- | ------------------ | ---- | --------- | ----------------------- |
| 01. Januar 2012   | Garissa | [ 15 ] [ 16 ]     | vermutlich al-Shabaab | wahhabitisch, islamistisch | Granaten, Schusswaffen | Lokale             | 5    | 28        | Somalischer Bürgerkrieg |
| 10. März 2012     | Nairobi | [ 17 ]            | vermutlich al-Shabaab | wahhabitisch, islamistisch | Granaten               | Busbahnhof         | 4    | 40        | Somalischer Bürgerkrieg |
| 31. März 2012     | Coast   | [ 18 ]            | al-Shabaab            | wahhabitisch, islamistisch | Granate                | Zivilisten         | 2    | 30        | Somalischer Bürgerkrieg |
| 28. Mai 2012      | Nairobi | [ 19 ]            | vermutlich al-Shabaab | wahhabitisch, islamistisch | Sprengsatz             | Einkaufszentrum    | 1    | 37        | Somalischer Bürgerkrieg |
| 01. Juli 2012     | Garissa | [ 20 ] [ 21 ]     | al-Shabaab            | wahhabitisch, islamistisch | Sturmgewehre, Granaten | Kathedrale, Kirche | 18   | 66        | Somalischer Bürgerkrieg |
| 18. November 2012 | Nairobi | [ 22 ]            | al-Shabaab            | wahhabitisch, islamistisch | Sprengsatz             | Bus                | 10   | 30        | Somalischer Bürgerkrieg |

## 2013
| Datum/Beginn       | Ort            | Artikel/Quelle(n)                         | Täter                 | Politische Ausrichtung     | Mittel                                           | Ziel             | Tote    | Verletzte | Hintergrund             |
| ------------------ | -------------- | ----------------------------------------- | --------------------- | -------------------------- | ------------------------------------------------ | ---------------- | ------- | --------- | ----------------------- |
| 26. April 2013     | Bungoma County | [ 23 ]                                    |                       |                            |                                                  | Zivilisten       | 0       | 50        | Somalischer Bürgerkrieg |
| 23. Juni 2013      | Mandera County | [ 24 ]                                    |                       |                            | Panzerfaust                                      | Flüchtlingslager | 15      | 21        | Somalischer Bürgerkrieg |
| 21. September 2013 | Nairobi        | Überfall auf das Westgate-Einkaufszentrum | al-Shabaab            | wahhabitisch, islamistisch | Automatische Schusswaffen, Granaten, Geiselnahme | Einkaufszentrum  | 67 (+5) | 300       | Somalischer Bürgerkrieg |
| 14. Dezember 2013  | Nairobi        | [ 26 ]                                    | vermutlich al-Shabaab | wahhabitisch, islamistisch | Sprengsatz                                       | Bus              | 4       | 36        | Somalischer Bürgerkrieg |

## 2014
| Datum/Beginn      | Ort            | Artikel/Quelle(n) | Täter                 | Politische Ausrichtung     | Mittel                      | Ziel                         | Tote | Verletzte | Hintergrund             |
| ----------------- | -------------- | ----------------- | --------------------- | -------------------------- | --------------------------- | ---------------------------- | ---- | --------- | ----------------------- |
| 10. Februar 2014  | Nairobi        | [ 27 ]            |                       |                            | Macheten, Geiselnahme       | Schule                       | 1    | 41        | Somalischer Bürgerkrieg |
| 03. Mai 2014      | Mombasa        | [ 28 ]            | al-Shabaab            | wahhabitisch, islamistisch | Sprengsatz                  | Minibus                      | 3    | 21        | Somalischer Bürgerkrieg |
| 04. Mai 2014      | Nairobi        | [ 29 ] [ 30 ]     | al-Shabaab            | wahhabitisch, islamistisch | 2 Sprengsätze               | Busse                        | 3    | 86        | Somalischer Bürgerkrieg |
| 16. Mai 2014      | Nairobi        | [ 31 ]            | al-Shabaab            | wahhabitisch, islamistisch | Autobombe, Sprengsatz       | Bus, Markt                   | 10   | 70        | Somalischer Bürgerkrieg |
| 15. Juni 2014     | Lamu County    | [ 32 ]            | vermutlich al-Shabaab | wahhabitisch, islamistisch | Schusswaffen, Brandstiftung | Dorf                         | 48   | 3         | Somalischer Bürgerkrieg |
| 01. November 2014 | Turkana County | [ 33 ]            | al-Shabaab            | wahhabitisch, islamistisch | Schusswaffen                | Polizisten                   | 22   | 0         | Somalischer Bürgerkrieg |
| 22. November 2014 | Mandera County | [ 34 ]            | al-Shabaab            | wahhabitisch, islamistisch | Schusswaffen                | Nicht-muslimische Zivilisten | 28   |           | Somalischer Bürgerkrieg |
| 02. Dezember 2014 | nahe Mandera   | [ 35 ]            | al-Shabaab            | wahhabitisch, islamistisch | Schuss- und Stichwaffen     | Christliche Zivilisten       | 36   | 0         | Somalischer Bürgerkrieg |

## 2015
| Datum/Beginn   | Ort     | Artikel/Quelle(n)                           | Täter      | Politische Ausrichtung     | Mittel                                    | Ziel                   | Tote     | Verletzte | Hintergrund             |
| -------------- | ------- | ------------------------------------------- | ---------- | -------------------------- | ----------------------------------------- | ---------------------- | -------- | --------- | ----------------------- |
| 02. April 2015 | Garissa | Anschlag auf das Garissa University College | al-Shabaab | wahhabitisch, islamistisch | Sturmgewehre, Sprengstoffgürtel, Granaten | Universität, Studenten | 148 (+4) | 104       | Somalischer Bürgerkrieg |

## 2016
| Datum/Beginn  | Ort            | Artikel/Quelle(n) | Täter                 | Politische Ausrichtung     | Mittel           | Ziel  | Tote | Verletzte | Hintergrund             |
| ------------- | -------------- | ----------------- | --------------------- | -------------------------- | ---------------- | ----- | ---- | --------- | ----------------------- |
| 01. Juli 2016 | Mandera County | [ 37 ] [ 38 ]     | vermutlich al-Shabaab | wahhabitisch, islamistisch | Maschinengewehre | Busse | 0    | 20        | Somalischer Bürgerkrieg |

## 2019
| Datum/Beginn    | Ort     | Artikel/Quelle(n) | Täter      | Politische Ausrichtung     | Mittel                                                                 | Ziel                     | Tote    | Verletzte | Hintergrund             |
| --------------- | ------- | ----------------- | ---------- | -------------------------- | ---------------------------------------------------------------------- | ------------------------ | ------- | --------- | ----------------------- |
| 15. Januar 2019 | Nairobi | [ 39 ] [ 40 ]     | al-Shabaab | wahhabitisch, islamistisch | Selbstmordattentäter, Granaten, Sturmgewehre, Sprengsätze, Geiselnahme | Hotelkomplex, Zivilisten | 21 (+4) | 28        | Somalischer Bürgerkrieg |